# Leucostoma kunzei
Leucostoma kunzei är en svampart som först beskrevs av Elias Fries, och fick sitt nu gällande namn av Munk ex H. Kern 1955. Leucostoma kunzei ingår i släktet Leucostoma och familjen Valsaceae.   Inga underarter finns listade i Catalogue of Life.